# Francis Ernest Jackson

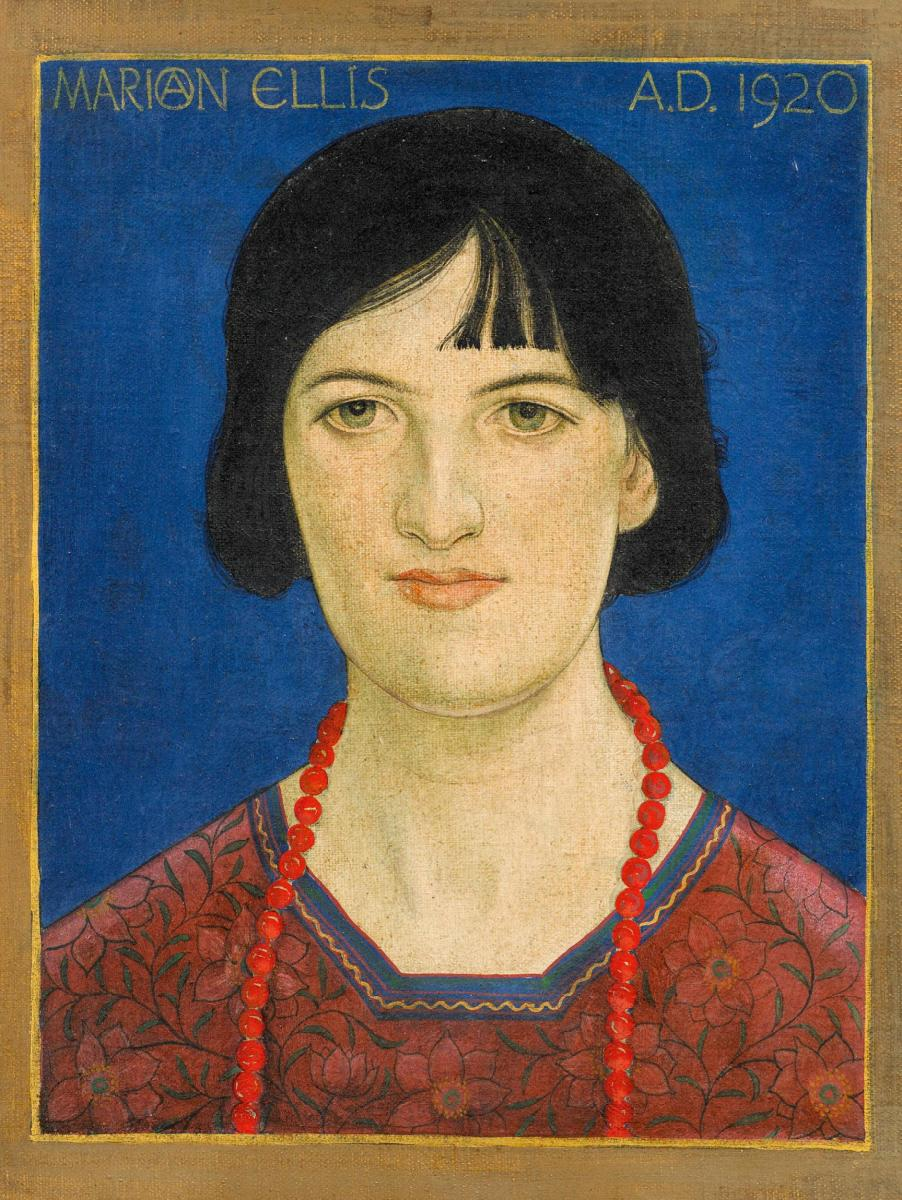
Francis Ernest Jackson: Portrait der Marion Ellis, 1920

Francis Ernest Jackson (* 15. August 1872 in Huddersfield, Yorkshire, England; † 11. März 1945 in Oxford, England) war ein britischer Maler, Zeichner, Plakatdesigner und Lithograf.

## Leben
Francis Ernest Jackson war der Sohn eines Druckereibesitzers. Er absolvierte zunächst eine Lehre als Lithograf in Leeds und besuchte Zeichenkurse am Yorkshire College. Ab etwa 1895 studierte er in Paris an der Académie Julian sowie an der École des Beaux-Arts bei William Adolphe Bouguereau, Gabriel Ferrier, Jean-Paul Laurens und Jean-Joseph Benjamin-Constant. Zurück in London ließ er sich an der School of Photo-Engraving and Lithography in Bolt Court ausbilden. Von 1902 bis 1921 lehrte er Lithografie an der Central School of Arts and Crafts sowie an weiteren LCC-Kunstschulen. 1907 war er Gründungsmitglied der Zeitschrift The Neolith und 1908 des Senefelder Clubs. 1913 initiierte er die Zeitschrift The Imprint, ein Periodikum für Druckgrafik. Während des Ersten Weltkriegs leitete er für das Ministry of Information die Propagandalieferungen und war technischer Berater für die Serie Britain’s Efforts and Ideals. Ab 1921 war er Professor für Zeichnen an den Royal Academy Schools und lehrte zudem an der Byam Shaw School, deren Leitung er von 1926 bis zum Kriegsausbruch 1940 innehatte.
1928 wurde er zum Master der Art Workers’ Guild gewählt. 1944 wurde er Associate Royal Academician. Er starb 1945 in Oxford infolge eines Motorradunfalls. Im Jahr 1946 widmete ihm die Beaux Arts Gallery eine Gedenkausstellung. In der St James’s Church in Piccadilly befindet sich ein Gedenkstein.

## Werk

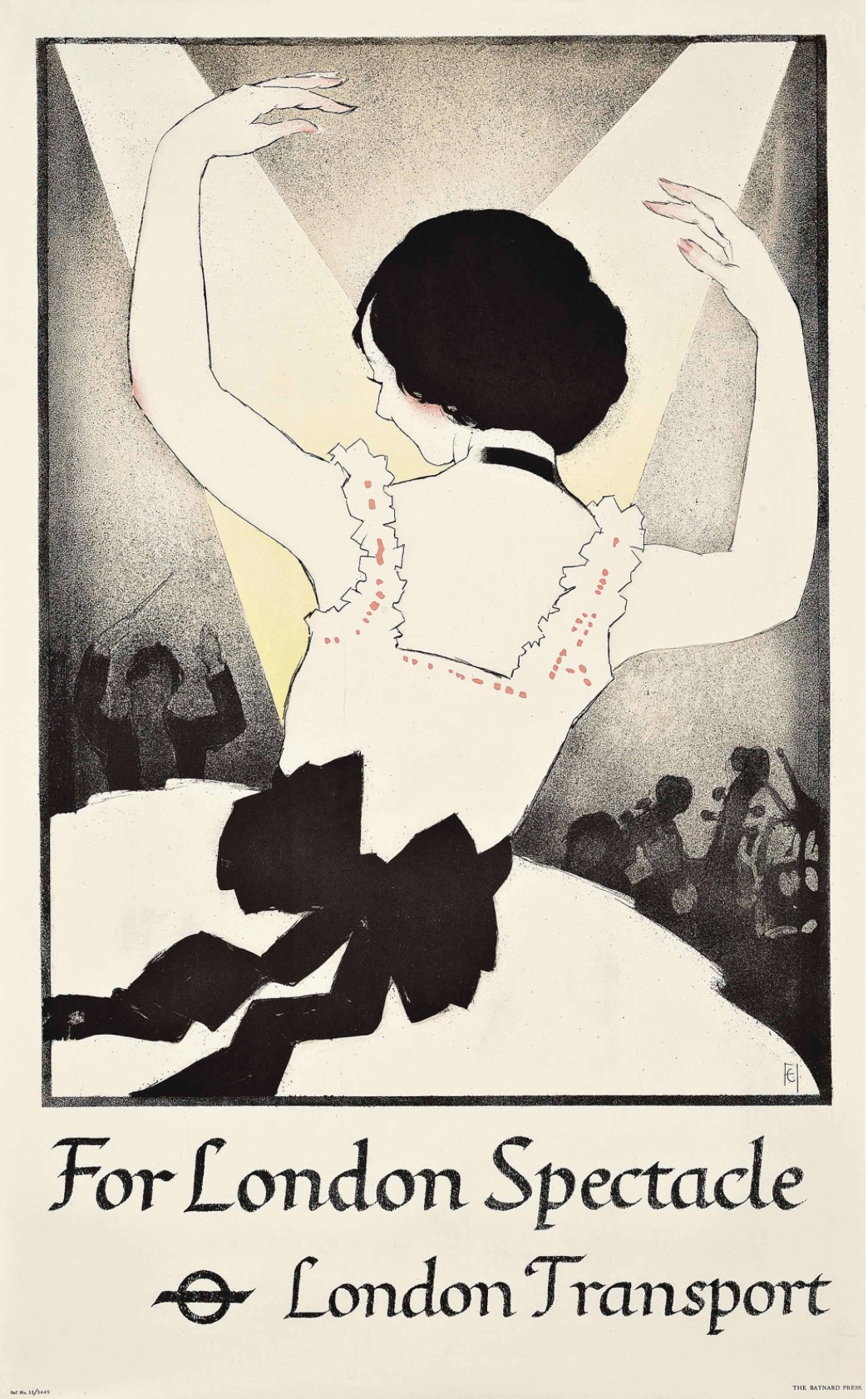
Francis Ernest Jackson: For London Spectacle / London Transport. Farblithografie, 1935, gedruckt von The Baynard Press

Francis Ernest Jackson war ein vielseitiger Künstler. Er arbeitete als Maler, Zeichenlehrer, Lithograf und Plakatkünstler. Seine Lithografien zeichnen sich durch eine sorgfältig durchdachte Gestaltung aus. Zu seinen bedeutenden Werken zählt die Lithografie The Front Door (1913), in der er Innen- und Außenraum kontrastreich einsetzt und Feindetails durch eine monochrome Technik betont. Seine ab 1913 entworfenen Plakate für die London Underground stellten eine Neugestaltung ohne Jugendstilelemente dar und folgten dem Prinzip klarer, moderner Grafik. Er war auch sogenannter Kriegskünstler und schuf Porträts von Kriegsteilnehmern für das Ministry of Information und die britische Admiralität.